# Casa de Eny
A Casa de Eny foi um notório prostíbulo brasileiro, localizado na cidade de Bauru, gerenciado até o ano de 1982 pela cafetina Eny Cezarino. O prostíbulo foi um dos mais conhecidos do país, atraindo celebridades e políticos durante as décadas de 1950 e 1960. Ainda na década de 1960, a revista Realidade, em reportagem extraordinária sobre o tema "prostíbulos", enalteceu a "Casa de Eny" como o maior prostíbulo da América Latina.

## Leituras adicionais
- MELO, Lucius de. Eny e o Grande Bordel Brasileiro. Rio de Janeiro: Editora Objetiva.